# Чепмен, Дженни
Дженнифер (Дженни) Чепмен, баронесса Чепмен Дарлингтонская (англ. Jennifer (Jenny) Chapman, Baroness Chapman of Darlington; род. 25 сентября 1973, Суррей) — британский политик, член Лейбористской партии, младший министр по делам международного развития (с 2025).

## Биография
Получила степень бакалавра наук по психологии в Университете Брунеля и степень магистра искусств по археологии Средневековья в Даремском университете. В 1993—1995 годах работала тюремным психологом, в 1997—2003 годах — помощницей депутата в округе Дарлингтон. С 2003 по 2010 год занималась воспитанием своих детей, но одновременно в 2007 году стала депутатом совета Дарлингтона. В 2010 году избрана в Палату общин от округа Дарлингтон, в 2011 году назначена теневым младшим министром по вопросам тюрем и условно-досрочного освобождения.
12 декабря 2019 года проиграла парламентские выборы в своём округе с результатом 40,48 %, а победителем стал консерватор Питер Гибсон, набравший 48,05 % голосов.
1 марта 2021 года получила титул баронессы Дарлингтонской и место в Палате лордов.
18 июля 2024 года назначена парламентским секретарём Форин-офиса, получив в своё ведение связи с Латинской Америкой и странами Карибского бассейна, а также Британский совет, Всемирную службу Би-Би-Си и такое подразделение Форин-офиса, как служба организации глобального диалога по стратегическим проблемам Уилтон Парк.
28 февраля 2025 года назначена в Форин-офис младшим министром по делам международного развития, Латинской Америки и Карибского бассейна в правительстве Кира Стармера ввиду отставки Аннелизы Доддс.